# 助松出入口
助松出入口（すけまつでいりぐち）は、大阪府泉大津市の阪神高速道路4号湾岸線の出入口。天保山方面のみに接続するハーフICである。

## 道路
- 阪神高速4号湾岸線(4-12)

## 接続する道路
- 大阪府道29号大阪臨海線

## 隣
阪神高速4号湾岸線
(4-10)高石出入口 - (4-11)助松JCT /(4-12)助松出入口 - (4-13, 4-14)泉大津出入口